# Парижский собор (555)
Парижский собор — поместный собор, проведённый в Париже в 555 году.
Парижский собор 555 года был созван по инициативе франкского короля Хильдеберта I. В нём приняли участие двадцать семь епископов. Председательствовал на соборе епископ Арля Сапауд. Со своего поста был смещён епископ Парижский Саффаракс, отправленный после этого в монастырь. Его преемником стал Евсевий. Здесь, по замечанию В. В. Солодовникова, особенно сильно видно влияние франкских монархов на церковные кадровые вопросы.